# Гонсалес, Фран (футболист, 1969)
Франси́ско (Фран) Хавье́р Гонса́лес Пе́рес (исп. Francisco "Fran" Xavier González Pérez; род. 14 июля 1969, Рибейра, Галисия) — испанский футболист, выступал на позиции полузащитника. Всю карьеру провёл в «Депортиво». Имеет на своём счету 16 матчей в составе национальной сборной.

## Карьера

### Клубная
Фран, один из наиболее известных игроков «Депортиво», дебютировал в составе галисийцев 31 августа 1991 года в игре с «Валенсией» (2:1). Быстро полузащитник занял место в основе клуба. В своих первых 5 сезонах на «Риасоре» Фран не сыграл только в 8 матчах. Вскоре он стал капитаном клуба.
В разное время Франом интересовались «Барселона» и «Реал», с которым игрок даже подписал предварительный контракт, однако «Депортиво» он не покинул. В сезоне 1999—2000 галисийский клуб стал чемпионом Испании, Фран принял участие в 22 играх того первенства.
Фран завершил карьеру в 2005 году. Его последним матчем стал состоявшийся 22 мая домашний поединок с «Мальоркой» (0:3). На его счету более 500 матчей за «Депортиво» в Примере.

### Международная
Фран дебютировал в сборной Испании 27 января 1993 года в товарищеском матче с командой Мексики (1:1).
На счету Гонсалеса 16 матчей и 2 забитых мяча в составе сборной. Вместе с ней Фран выступал на чемпионате Европы 2000 года.

## Достижения

### Командные
«Депортиво»
- Чемпион Испании: 1999/00
- Обладатель Кубка Испании: 1994/95, 2001/02
- Обладатель Суперкубка Испании: 1995, 2000, 2002

### Личные
- Футболист года в Испании («Don Balon»): 1993

## Вне профессионального футбола
После завершения карьеры играл за «Депортиво» в футбол в помещении вместе с другими бывшими известными игроками галисийцев — Джалминьей, Нуреддином Найбетом и Жаком Сонго’о.